# 콰이엇드라이브
콰이엇드라이브(Quietdrive)는 2002년에 결성되었고 출신 지역은 미네소타주 홉킨스인 미국의 록 밴드이다. 콰이엇드라이브는 2006년 5월 30일 에픽 레코즈에 데뷔 앨범 《When All That's Left Is You》를 발표했다. 2008년 4월 콰이엇드라이브는 에픽 레코즈와 결별하고, 2008년 10월 14일 밀리티어 그룹과 함께 앨범 《Deliverance》을 발표했다. 2009년 이들은 밀리티아 그룹을 떠나 자신들의 독립 음반사인 스니커 2 밤즈 레코즈에 독립 EP판 앨범 《Close Your Eyes》을 발표했다. 세번째 정규 앨범 《Quietdrive》은 2010년 12월 14일에 첫선을 보였고, 최근에는 최신 정규 앨범 《Up or Down》을 2012년 4월 24일에 발매했다.